# Jennie Howard
Jennie "Juanita" Eliza Howard (24 de julio de 1845 - 29 de julio de 1933) fue una de las docentes estadounidenses contratadas por el Estado argentino, a fines del siglo XIX para trabajar en la Argentina, formando maestras normalistas. Su labor, «su esfuerzo, su lucha inclaudicable, abrieron la huella pionera de la Escuela normal en Argentina, haciendo que se ganara con justicia el título de "Heroína de la Odisea Laica", con que aún hoy es reconocida».

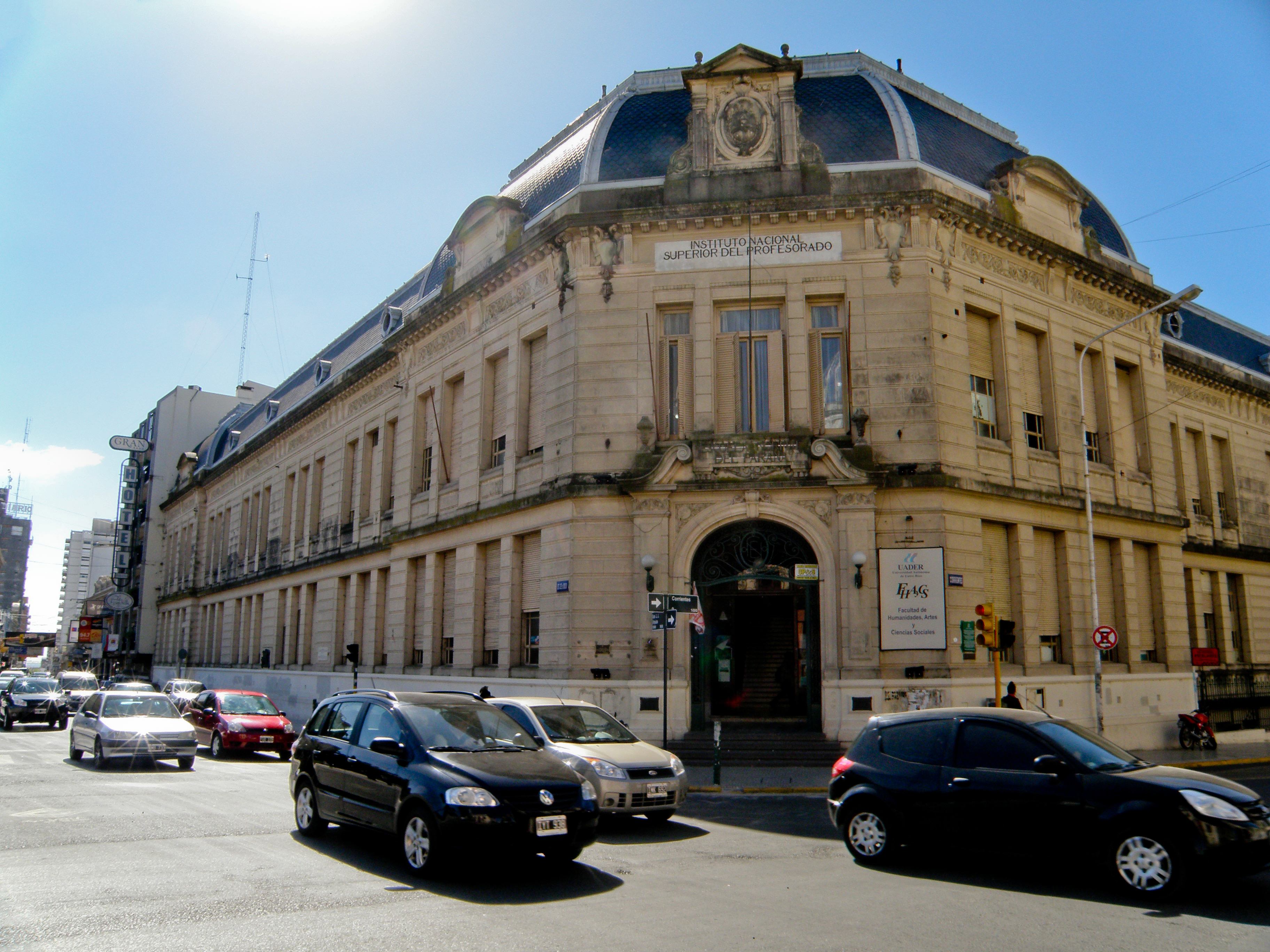
Escuela Normal de Paraná, donde todas las profesoras aprendían castellano.

## Biografía
Originaria de Coldbrook Springs, cerca de Boston, creció en el norte de Prescott, Massachusetts y asistió a la Academia Worcester antes de entrar a la Escuela normal de Profesores de Framingham, donde era director Horace Mann (hoy Universidad Estatal de Framingham), en marzo de 1864. Allí se graduó en 1866.
En 1883 Howard y otros veintidós profesores estadounidenses fueron contratados por tres años para enseñar en Argentina, a petición del séptimo presidente de Argentina constitucional Domingo Faustino Sarmiento Entre su presidencia entre 1868 a 1874, y las de Nicolás Avellaneda (1874-1880) y de Julio Argentino Roca (1880-1886) vinieron unas 76 profesoras (las "maestras de Sarmiento")
Las contratadas se educaron en las Universidades de Harvard, Holyoke, Wellesley, Hillsdale, Hamilton College, Rochester; en las Escuelas Normales de Winnona (el 35 %) Massachusetts, Indiana, Míchigan y Minnesota. Y en Escuelas de maestras para jardín de infantes de Boston y Filadelfia.
Tras un viaje extensísimo, pues no había facilidades para venir directamente, sino se hacía vía Nueva York - Liverpool - Buenos Aires, los docentes se dirigían, vía fluvial, a la Escuela Normal de Paraná (Entre Ríos) para estudiar castellano. A casi todos los profesores se les dio solo cuatro meses de formación en ese idioma, y en la cultura. Luego, se dividieron en pequeños grupos y se desplegarían en diferentes partes del país:
Howard tenía ya 38 años y era una docente experimentada cuando llegó a la Argentina, el 12 de septiembre de 1883. Después de cuatro meses en Paraná, Howard y Edith Howe, otra graduada de la Escuela de Framingham, asistieron en la organización de la Escuela Normal de Niñas de Corrientes, donde permanecieron durante dos años. Recuerda Howard: Corrientes tiene tres meses de invierno, y nueve restantes de infierno. Luego pasó a Córdoba (Argentina), convirtiéndose en regente y vicedirectora de la Escuela Normal de Niñas de Córdoba. Permaneció allí durante dos años, bajo un extremo conservadurismo de la sociedad, donde el obispo Jerónimo Clara había emitido un anatema en contra de la asistencia a tal Escuela normal. Ese despropósito obligó a expulsar, en 24 horas, al Nuncio Apostólico Luigi Matera, y durante dieciocho años no hubo relaciones diplomáticas con la Santa Sede. Cuenta Jennie, en tercera persona: “La señorita Howard fue destinada a Córdoba y en la puerta de la iglesia de los jesuitas se leía la frase "Esta es casa de Dios y puerta del Cielo”. Pues bien, una mañana apareció pintada en la entrada de su escuela: "Esta es casa del diablo y puerta del infierno". Posteriormente fue trasladada a la Escuela Normal Mixta de San Nicolás, donde permaneció, muy exitosamente, durante dieciséis años.
En "Women in Argentina: Early Travels" ("Mujeres en Argentina: primeros viajes") escribió Mónica Szurmak que Howard veía a la Argentina como atrasada y bárbara.
Howard escribió un libro sobre sus experiencias como educadora en la Argentina, editado en Nueva York, titulado "In Distant Climes and Other Years". Luego, en 1951, la Editorial Raigal tradujo y editó, en Buenos Aires, ya post mortem "En otros años y climas distantes". Allí se lee que "es más difícil para la raza latina decir la verdad" y los maestros argentinos tenían "profundas fallas que deben ser eliminadas en la formación del joven maestro que todavía tendrá algunas generaciones para erradicarlas."
Jennie se retiró en 1903, por problemas de cuerdas vocales, y permaneció en su país de adopción, en Buenos Aires con una pensión extraordinaria, en 1908, en recompensa por su ‘inteligente y abnegada colaboración para el progreso de la enseñanza en nuestro país’. 
La escasez de la jubilación determinó que tuviese que dar lecciones particulares, pero un grupo de exalumnos de la Escuela Normal Mixta de San Nicolás, enterados de su situación, obtuvo del Congreso una pensión que permitió a la profesora vivir dignamente sus últimos años. hasta su muerte en 1933.

## Inhumaciones y exhumaciones
Fue inhumada en el Cementerio Británico de Buenos Aires, al igual que Sara Eccleston, Minnie Ridley y Frances Gertrude Armstrong de Besler, que formaban parte de las primeras docentes que trajo Domingo Faustino Sarmiento. En 1991, fue exhumada y sus restos mortales transportados, 220 km hasta el Cementerio Municipal de San Nicolás de los Arroyos, donde se inhumaron en el "Templete al Eterno Reconocimiento".